# El·lipsometria

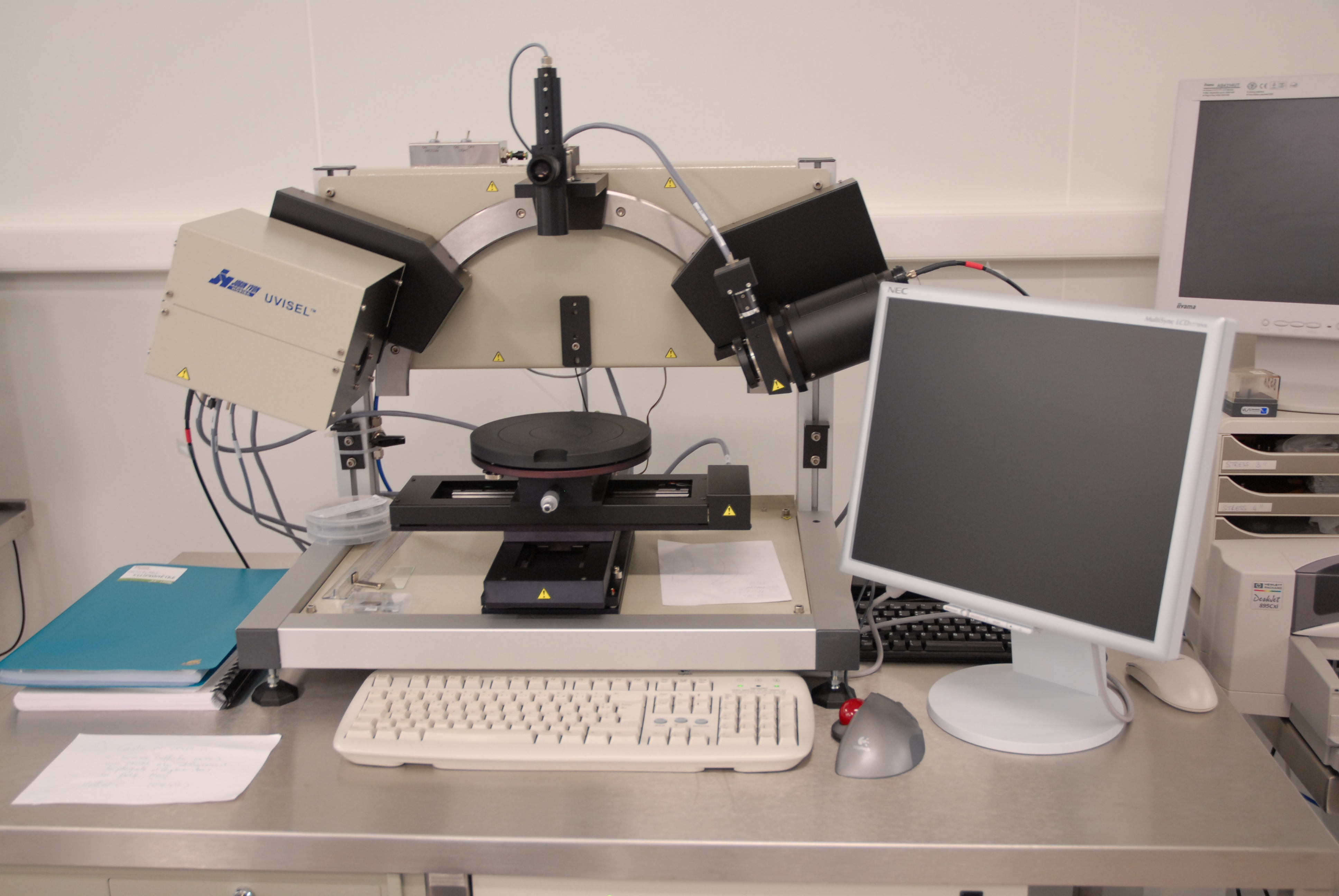
Un el·lipsòmetre al LAAS-CNRS de Tolosa, França.

El·lipsometria és una tècnica òptica per investigar les propietats dielèctriques (índex de refracció complex o funció dielèctrica) de pel·lícules primes. Ellipsometria mesura el canvi de polarització en la reflexió o la transmissió i el compara amb un model.
Es pot utilitzar per caracteritzar la composició, la rugositat, el gruix (profunditat), la naturalesa cristal·lina, la concentració de dopatge, la conductivitat elèctrica i altres propietats del material. És molt sensible al canvi en la resposta òptica de la radiació incident que interacciona amb el material que s'està investigant.
Es pot trobar un el·lipsòmetre espectroscòpic a la majoria de laboratoris analítics de pel·lícula fina. L'ellipsometria també és cada cop més interessant per als investigadors d'altres disciplines com la biologia i la medicina. Aquestes àrees suposen nous reptes per a la tècnica, com ara mesures en superfícies líquides inestables i imatges microscòpiques.

## Etimologia
El nom "el·lipsometria" prové del fet que s'utilitza la polarització el·líptica de la llum. El terme "espectroscòpic" es relaciona amb el fet que la informació obtinguda és una funció de la longitud d'ona o energia (espectres) de la llum. La tècnica és coneguda almenys des de 1888 pel treball de Paul Drude i té moltes aplicacions avui dia.
El primer ús documentat del terme "el·lipsometria" va ser l'any 1945.

## Principis bàsics

Configuració esquemàtica d'un experiment d'el·lipsometria

El senyal mesurat és el canvi de polarització a mesura que la radiació incident (en un estat conegut) interacciona amb l'estructura material d'interès (reflectada, absorbida, dispersa o transmesa). El canvi de polarització es quantifica per la relació d'amplitud, Ψ, i la diferència de fase, Δ (definida a continuació). Com que el senyal depèn del gruix així com de les propietats del material, l'ellipsometria pot ser una eina universal per a la determinació sense contacte del gruix i de les constants òptiques de pel·lícules de tot tipus.
Després de l'anàlisi del canvi de polarització de la llum, l'el·lipsometria pot proporcionar informació sobre capes que són més primes que la longitud d'ona de la pròpia llum de sondeig, fins i tot fins a una sola capa atòmica. L'ellipsometria pot sondar l'índex de refracció complex o el tensor de la funció dielèctrica, que dóna accés a paràmetres físics fonamentals com els enumerats anteriorment. S'utilitza habitualment per caracteritzar el gruix de la pel·lícula per a capes simples o piles multicapa complexes que van des d'uns quants angstroms o dècimes de nanòmetre fins a diversos micròmetres amb una precisió excel·lent.

## Aplicacions
Aquesta tècnica ha trobat aplicacions en molts camps diferents, des de la física dels semiconductors fins a la microelectrònica i la biologia, des de la investigació bàsica fins a aplicacions industrials. Ellipsometria és una tècnica de mesura molt sensible i ofereix capacitats inigualables per a la metrologia de pel·lícula fina. Com a tècnica òptica, l'ellipsometria espectroscòpica és no destructiva i sense contacte. Com que la radiació incident es pot enfocar, es poden obtenir imatges de mides petites de mostra i es poden mapejar les característiques desitjades en una àrea més gran (m 2 ).

## Avantatges
Ellipsometria té una sèrie d'avantatges en comparació amb les mesures estàndard d'intensitat de reflexió:
- Ellipsometria mesura almenys dos paràmetres a cada longitud d'ona de l'espectre. Si s'aplica ellipsometria generalitzada, es poden mesurar fins a 16 paràmetres a cada longitud d'ona.
- Ellipsometria mesura una relació d'intensitat en lloc d'intensitats pures. Per tant, l'el·lipsometria es veu menys afectada per les inestabilitats d'intensitat de la font de llum o l'absorció atmosfèrica.
- Mitjançant l'ús de llum polaritzada, la llum dispersa no polaritzada ambiental normal no influeix significativament en la mesura, no cal cap caixa fosca.
- No cal cap mesura de referència.

L'ellipsometria és especialment superior a les mesures de reflectivitat quan s'estudien mostres anisòtropes.